# 2019 SB6
2019 SB6 est un astéroïde géocroiseur de type Apollon (selon le JPL) ou Aton (selon le MPC).

## Orbite
L'orbite de 2019 SB6 a un demi-grand axe de 1,003 unité astronomique (149,6 millions de kilomètres), très proche de celui de l'orbite terrestre. Son excentricité est de 0,27, ce qui place le périhélie de 2019 SB6 à 0,736 unité astronomique (110 millions de kilomètres) du Soleil, ce qui est presque exactement le demi-grand axe de l'orbite de la planète Vénus. Son inclinaison est de 7,2 degrés.